# La Riviera Ligure
La Riviera Ligure è stata una rivista letteraria illustrata di Imperia-Oneglia, diretta da Mario Novaro. All'inizio trimestrale (con diverse irregolarità), diventata mensile dal 1903, chiuse nel 1919.

## Storia
Nata come La Riviera ligure di ponente, nome che ha mantenuto dal n. I,1 (5 giugno 1895) al V,1 (febbraio/aprile 1899), inizialmente la rivista, pubblicata da un noto oleificio della cittadina, la P. Sasso e figli, come bollettino pubblicitario e allegata come omaggio alle confezioni dell'"Olio Sasso", non aveva carattere letterario. Conteneva infatti descrizioni di paesaggi e tradizioni della Riviera (donde il nome), il listino prezzi dei prodotti dell'oleificio, giudizi dei medici sui meriti dell'olio e lettere di elogio dei clienti, ricette di cucina a base di olio, giochi a premi. Perciò era scritta da intellettuali locali e da impiegati dell'oleificio, In questa fase il coordinatore editoriale era Angiolo Silvio Novaro. 
Nel 1899 divenne coordinatore della rivista Mario Novaro, rivista che nel maggio 1899 prese il nome definitivo. Il nuovo direttore, abbandonate gradualmente le ricette, i giochi a premi e gli argomenti locali, trasformò presto La riviera ligure in una valida pubblicazione letteraria che offriva spazio ai poeti e agli scrittori contemporanei. 
Sotto la direzione di Mario Novaro la rivista acquistò maggiore prestigio e si caratterizzò per una forte impronta letteraria, incrementando le tirature e aprendosi a importanti collaborazioni. 
Priva di qualsiasi dichiarazione programmatica, La Riviera Ligure divenne una degna palestra letteraria, dove scrittori già noti o giovani esordienti potevano pubblicare i propri inediti.

Novaro selezionava con attenzione i testi, in base alla loro qualità e non in base alle appartenenze poetiche. Perciò la rivista acquisì il carattere di antologia di tutte le tendenze letterarie dell'epoca: vi erano ospitati classicisti (carducciani) e simbolisti, pascoliani e dannunziani, decadenti e crepuscolari, veristi e deamicisiani, fino agli esponenti delle avanguardie vociane e delle altre riviste.
La rubrica che ottenne maggior successo fu quella di critica militante tenuta da Giovanni Boine dal marzo 1914 all'ottobre 1916, intitolata "Plausi e botte": ebbe il merito, con i suoi interventi acuti e appassionati, di offrire un veritiero spaccato del mondo culturale precedente la Grande guerra con i suoi ideali e i suoi valori, sia morali che estetici.
La presenza di Boine impresse una svolta alla rivista, nel senso di far diradare i testi più tradizionali e indulgenti al sentimentalismo, a favore di quelli di giovani autori dallo stile asciutto e scabro.
Le pubblicazioni regolari terminarono nel 1917. Nel 1918 e nel 1919 furono pubblicati solo due numeri monografici (uno all'anno) dedicati il primo a Piero Jahier e il secondo a Camillo Sbarbaro.

## Collaboratori
Alla rivista collaborarono sia scrittori liguri emergenti e significativi, come i già citati Giovanni Boine, Camillo Sbarbaro e Piero Jahier, sia scrittori già noti come Giovanni Pascoli, Luigi Pirandello, Luigi Capuana, Grazia Deledda, 
Guido Gozzano, Marino Moretti, sia, infine, giovani di altre regioni destinati ad entrare nella storia della letteratura, come Giuseppe Ungaretti, Giuseppe Antonio Borgese, Ardengo Soffici, Corrado Govoni, Aldo Palazzeschi, Massimo Bontempelli, Giovanni Papini, Vincenzo Cardarelli, Emilio Cecchi, Dino Campana, Corrado Alvaro, Umberto Saba, Clemente Rebora e Riccardo Bacchelli.
Altri collaboratori furono Emilio Agostini, Vittoria Aganoor, Giovanni Cena, Ugo Fleres, Cosimo Giorgieri Contri, Giuseppe Lipparini, Paolo Lioy, Pietro Mastri, Francesco Pastonchi, Federigo Verdinois, Giovanni Marradi, Guido Mazzoni, Luigi Orsini, Guelfo Civinini, Giulio Gianelli, Tito Marrone, Bino Binazzi, Filippo de Pisis, Lionello Fiumi, Giuseppe Ravegnani, Giovanni Titta Rosa, Amilcare Lauria, Maria Majocchi, Corinna Teresa Ubertis. Fra i liguri si possono citare Anton Giulio Barrili, Adelchi Baratono, Angiolo Silvio Novaro, Ceccardo Roccatagliata Ceccardi.
Dal 1900 al 1905 la rivista fu illustrata da disegnatori Art Nouveau come Plinio Nomellini, Giorgio Kienerk, Edoardo De Albertis, Gabrio Chiattone, ma anche dall'espressionista Felice Carena o dai divisionisti Ilemo Camelli e Cesare Ferro.

## Omaggi
Alla storica rivista è stata dedicata una mostra a Genova dal 16 novembre al 6 dicembre 1984 (catalogo ISBN 88-7058-120-9), replicata a Milano dal 6 al 30 giugno 1986.
Dal 1990 la Fondazione Mario Novaro pubblica una rivista quadrimestrale intitolata La riviera ligure. Quaderni della Fondazione Mario Novaro. Si tratta di numeri monografici dedicati ciascuno a una personalità della cultura ligure del Novecento.